# 森優子
森優子（1987年7月28日—）是日本女性聲優。第3回Sigma Seven選拔合格，Sigma Seven e所屬。

## 出演作品

### 電視動畫
2010年
- 變身！公主偶像（明智省吾）

2011年
- FAIRY TAIL（魔法開發局局員）
- 世界一初戀（女社員）
- 少年同盟（淺羽悠太〈幼年〉、友人2、女學生②、女孩子 等）

2012年
- 翡翠森林狼與羊～秘密的朋友～（松鼠1）
- 聖靈家族 －La storia della Arcana Famiglia－（路卡〈幼年〉）
- 妖狐×僕SS（小孩）
- 少年同盟2（淺羽悠太〈幼年〉、女學生3、女子1、法子）
- CØDE:BREAKER（同班同學）
- 刀劍神域（凱因）
- 無賴勇者的鬼畜美學（女學生、繭）
- FAIRY TAIL（魔法開發局局員）

2013年
- 決鬥王 Duel Masters（井札川龍馬）
- 我不受歡迎，怎麼想都是你們的錯！（妄想朋友們）
- 絕對防衛利維坦（世界柱的少年）

2016年
- 名侦探柯南（男孩A #829）

2018年
- 三顆星彩色冒險（女性）

2019年
- 約定的夢幻島（2019年 - 2021年 拉尼恩[2][3]、奈拉）
- 閃亮模力小天才（マガール[4]）

2020年
- 歌舞伎町夏洛克（護理師）
- 魔法紀錄 魔法少女小圓外傳（同學）
- 前說！（椎名しほ[5]）

2021年
- WAVE!!～來衝浪吧!!～（女學生）
- IDOLiSH7 Third BEAT！（女性B）

2022年
- Platinum End（業務員）
- 白領羽球部（記者、佐伯橙也〈幼年〉）
- 杜鵑婚約（護理師、僕人、TV記者、店員、經理）
- 成為女主角！~被討厭的女主角和秘密的工作~（女學生）

2023年
- 飆速宅男LIMIT BREAK（觀眾）

2024年
- 藥師少女的獨語（官女）
- HIGH CARD 至高之牌（刑警）
- 搖曳露營△ 第3季（母）
- 菇狗（日语：きのこいぬ）（帶小孩的客人）

### 劇場版動畫
2012年

### 遊戲
2013年
- 黑白～KUROHAKU～（日语：黒白〜コクハク〜）（天草）

2015年
- 封印勇者（クラン）

2016年
- 幻獸姬（フォルネウス）
- 戰國姬譚MURAMASA-雅-（日语：戦国姫譚MURAMASA-雅-）（松、田代三喜、上泉信綱）

2017年
- 偶像×戰士 奇蹟之音！（くらのすけ）

2018年
- 三國 BASSA!!（太史慈[6]）
- 數碼寶貝ReArise（哥瑪獸）

2019年
- 問答RPG 魔法使與黑貓維茲（クレア・ブラム[7]）

2021年
- 幻獸契約 Cryptract（日语：幻獣契約クリプトラクト）（マニ[8]）

2023年
- 伊蘇X -北境歷險-（イヴァルデ）

2025年
- 怪物彈珠（來未知[9]、瑪莉莎莉[10]）
- 無期迷途（伊帕希婭）

### Drama CD
- 那傢伙的大本命3
- 帥哥爹地（美穗）
- （黑田）
- （歩咲）

### 外國配音
- 愛卡莉（學生）

### 旁白
- 嵐的大挑戰
- 遊戲王ZEXAL Special
- 熊貓NEWS

## 外部連結
- 事務所公開簡歷（日語）
- （日語）